# فيليب هاردي
فيليب هاردي (بالفرنسية: Philippe Hardy)‏ هو متزحلق جبال الألب فرنسي، ولد في 5 يوليو 1954، وتوفي في 1984.

## وصلات خارجية
- فيليب هاردي على موقع الاتحاد الدولي للتزلج (التزلج على المنحدرات الثلجية) (الإنجليزية)
- فيليب هاردي على موقع أوليمبيديا (الإنجليزية)